# Ioánnis Zígdis
Ioánnis Zígdis (grec moderne : Ιωάννης Ζίγδης), né le 21 juillet 1913 à Lindos et mort le 21 octobre 1997 à Athènes, est une personnalité politique grecque.